# 维莱维尔
维莱维尔（法語：Villerville，法語發音：[vilɛʁvil] ⓘ）是法国卡尔瓦多斯省的一个市镇，属于利雪区。

## 地理
维莱维尔（49°24'3"N, 0°7'43"E）面积3.3 平方千米，位于法国诺曼底大区卡爾瓦多斯省，该省份为法国西北部沿海省份，北濒大西洋英吉利海峡，东北与滨海塞纳省以海上边界相接，东临厄尔省，南至奧恩省，西与芒什省接壤。
与维莱维尔接壤的市镇（或旧市镇、城区）包括：克里克伯夫、滨海特鲁维尔。

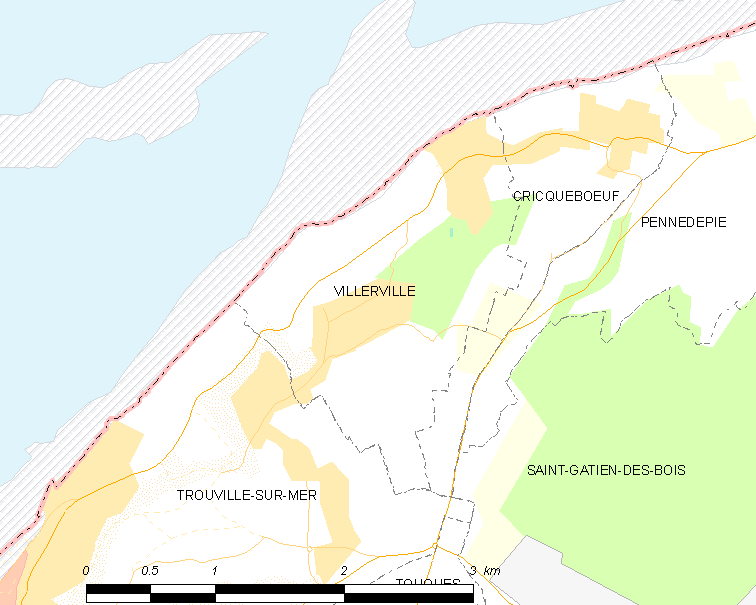
维莱维尔的OSM定位图

维莱维尔的时区为UTC+01:00、UTC+02:00（夏令时）。

## 行政
维莱维尔的邮政编码为14113，INSEE市镇编码为14755。

## 政治
维莱维尔所属的省级选区为翁弗勒尔-多维尔县。

## 人口

1962-2008年间维莱维尔人口变化图示

维莱维尔于2022年1月1日时的人口数量为606人。